# Neues Salzburger Tagblatt
Das Salzburger Tagblatt wurde im Oktober 1945 unter dem Namen Demokratisches Volksblatt gegründet. Die Parteizeitung im Besitz der damaligen Sozialistischen Partei Österreichs (SPÖ) deckte als Regionalzeitung das Bundesland Salzburg ab. Ab dem Jahr 1972 trug die Zeitung den Namen Neues Salzburger Tagblatt (der Zusatz „Neues“ wurde gewählt, um es vom Salzburger Tagblatt der Kommunistischen Partei Österreichs (KPÖ) unterscheiden zu können).

## Von der Gründung bis zur Umbenennung
Nach dem Zweiten Weltkrieg und der Einrichtung der Besatzungszonen in Österreich kam es zu einer Welle von Neugründungen auf dem Gebiet der Printmedien. Allein im Jahr 1945 wurden insgesamt 32 Tages- oder Wochenzeitungen gegründet. Nur acht davon wurden als Heeresgruppenpresse von einer der alliierten Mächte herausgegeben. Im Jahr 1945 waren neben den Heeresgruppenzeitungen alle neu und wieder gegründeten Zeitungen im Besitz politischer Parteien. In Salzburg, das in der amerikanischen Besatzungszone lag, wurden am 7. Juni 1945 von der Spezialabteilung Information Service Branch (ISB) des 12. Armeekorps unter General Dwight D. Eisenhower die Salzburger Nachrichten ins Leben gerufen. Ebenso wie andere Zeitungsgründungen der Amerikaner gingen die Salzburger Nachrichten noch im selben Jahr in Privatbesitz über und erschienen ab 23. Oktober 1945 unabhängig von Heeresgruppe und Parteien. Am selben Tag konnte auch das Salzburger Tagblatt der KPÖ erstmals erscheinen.
Ebenfalls für den 23. Oktober 1945 wurde erstmals das Demokratische Volksblatt, das spätere Neue Salzburger Tagblatt gedruckt. Gegründet wurde es von Josef Kaut. Dieser war schon vor dem Krieg als Gründer der Salzburger Landesgruppe des Verbands Sozialistischer Mittelschüler hervorgetreten und bis 1934 Mitarbeiter des Herausgebers der Zeitung Arbeiterwille in Graz war. Josef Kaut war zugleich der erste Chefredakteur des Demokratischen Volksblatts, als Herausgeber fungierte Robert Müllner. Der Druck erfolgte in der Druckerei Kiesel.
Ab 1954 war Josef Kaut Abgeordneter zum Salzburger Landtag. Am 31. Jänner 1956 zog er als Landesrat in die Salzburger Landesregierung ein. Sein Nachfolger als Chefredakteur wurde Herbert Moritz. 1969 wurde Moritz auch Nachfolger von Josef Kaut als Landesrat sowie später stellvertretender Landeshauptmann und ab 1984 Unterrichtsminister. Ihm folgte Kurt Wessely als Chefredakteur nach. Unter seiner Leitung wurde der Zeitungstitel im Jahr 1972 in Neues Salzburger Tagblatt umbenannt. Der Zusatz „Neues“ wurde zur Unterscheidung vom Salzburger Tagblatt gewählt, das zwischen 1945 und 1963 von der der Kommunistischen Partei Österreichs (KPÖ) herausgegeben worden war.
Auf Empfehlung von Carl Zuckmayer, der selbst viele Jahre im Land Salzburg gelebt hatte, trat der junge Thomas Bernhard 1952 in die Redaktion des Demokratischen Volksblatts ein, wo er bis 1954 vorwiegend Gerichtsreportagen schrieb.

## Übernahme durch die Arbeiterzeitung
1984 übernahm die Arbeiterzeitung (AZ) die Herausgabe des Blattes, das Salzburger Tagblatt erschien nun als regionale Mutation der Arbeiterzeitung.
1987 erhielt das Tagblatt noch 2,86 Millionen Schilling; umgerechnet 208 000 Euro. Mit der Kürzung der Parteipresseförderung durch das Land Salzburg gegen Ende der 1980er Jahre geriet das Blatt zunehmend in finanzielle Schwierigkeiten.
Ab April 1987 übernahm die Redaktion des Salzburger Tagblattes für die Arbeiterzeitung auch die Berichterstattung der Bundesländer Tirol und Vorarlberg.
Am 29. August 1989 verkaufte die SPÖ Salzburg ihre Anteile des Tagblatts an die neuen Eigentümer der Arbeiterzeitung. Am 20. Oktober 1990 wurde das Neue Salzburger Tagblatt endgültig eingestellt.

## Chefredakteure
- 1945–1956: Josef Kaut
- 1956–1969: Herbert Moritz
- 1969–1976: Kurt Wessely
- 1976–1980: Gerhard Lindinger
- 1980–1984: Siegbert Stronegger

## Bekannte Mitarbeiter
- Thomas Bernhard (ab 1952)
- Werner Mück
- Harald Hofmann
- Christoph Wilhelm Aigner
- Burgl Czeitschner (1972–1976)